# Jean Truffy
Pour les articles homonymes, voir Truffy.
Jean Truffy, dit le curé du maquis des Glières est né à Limoges le 7 mai 1909, et mort à Petit-Bornand-les-Glières le 18 septembre 1958 dont il fut curé pendant 22 ans.
Pendant la guerre 1939-1945, il fut un actif intermédiaire entre la population, les troupes d'occupation et les Maquisards du plateau des Glières.

## Biographie

### Enfance
Jean Truffy fut initié très tôt à l'engagement politique et religieux. Son père Joseph (1885-1964), ancien du Sillon, collabore dès 1906 aux journaux catholiques de la Creuse et de la Haute-Vienne : Le Messager de la Creuse, La Croix de Limoges, Le Petit Démocrate, fondé par l'abbé Jean-Marie Desgranges,. En 1919, à la demande du chanoine Théophile Paravy (1882-1970), il prend du journal La Savoie, fondé par Joseph Delachenal,. En 1924, Joseph est à Annecy avec sa famille et produit des brochures destinées aux militants CFTC.
Son oncle par alliance, Maurice Guérin, fut député du Rhône représentant la Démocratie chrétienne en 1910.
Très tôt, il appartient au mouvement scout.

### Le Séminariste
Il effectue ses études au petit séminaire Saint-Jean de Lyon dirigé par l'abbé Bornet, puis à Annecy. Il choisit, malgré son tempérament, ardent et pragmatique qui s’accommode assez mal aux contraintes de la vie d'internat et du caractère intellectuel des études, le Grand Séminaire d'Annecy. Les arguments de la spéculation philosophique avaient peu d'échos sur son esprit pratique. Il est plus soucieux du contact avec les humains qu'avec les abstractions des auteurs.
Ses vacances seront consacrées à la troupe scoute de la ville. Jean Truffy, doté d'une forte santé, d'un allant infatigable, entraînait les scouts vers les sommets, organisait des camps. 
Son côté « fonceur » ne nous donne pas l'aspect de la lutte qu'il mena pour répondre à l'appel divin. On relève dans son carnet intime :
« J'ai 18 ans, cela se voit. Tout chante, tout bourdonne en moi. Mais la mélancolie se mêle à la joie. Je suis comme un navire désemparé. C'est l'heure de l'émancipation pour celui qui ne croit pas, mais c'est l'heure du sacrifice pour celui qui voudrait se donner […] [et d'ajouter] Une fois que je me serai jeté dans le sacrifice, j'y serai pour toujours ».
Au seuil des Ordres majeurs, il note : « On ne peut être vraiment prêtre que lorsqu'on a bien souffert. »
Le 10 juin 1933, il est ordonné prêtre à la basilique de la Visitation d'Annecy près des reliques de Saint-François-de-Sales qu'il choisira comme modèle et prendra pour devise « Être bon jusqu'à la folie ». Il conserva son « Amour juvénile » pour la Vierge Marie jusqu'à sa mort. Il fit ériger en l'église Notre-Dame-de-la-Visitation du Petit-Bornand, face à la plaque commémorative aux victimes de la guerre, une statue qu'il nomma « Notre Dame de Petit-Bornand ». Il mourut les mains crispées sur l'image de sa « Madone du Petit-Bornand ».

### Débuts Sacerdotaux
Le 16 juin 1933, il est nommé vicaire d'une vaste paroisse de montagne : Samoëns. Le curé Gay, alors en fonction, se trouva très vite infirme grabataire. Son premier vicaire, l'abbé Favre-Petit-Mermet après quelques mois fut frappé de paralysie, voici donc l'abbé Truffy seul face à deux infirmes. Il doit assumer, seul, les nombreuses tâches d'une paroisse très étendue.

### Le curé du Petit-Bornand-les-Glières
Le 26 juillet 1936, il est nommé curé de la paroisse. Son destin y semble scellé, ce « baroudeur » sera dans son élément. Selon les nombreux témoignages oraux, son souvenir est encore vivace parmi les Borniands, à toute heure du jour et de la nuit il est à la disposition de quiconque viendra le solliciter.
Son auto, « une traction-avant, une 15 ! » sera « la dépanneuse universelle ». Son sens du pragmatisme fera qu'elle vieillira avant l'âge. Les « spécialistes » de la mécanique de la vallée feront une description pittoresque du « taxi du curé Truffy ». Il voudra sillonner la commune en tous lieux et en tous temps « Heureusement que c'est la Vierge Marie qui conduit !», diront les habitants.
Après guerre, il accomplit l'exploit de rapporter de Suisse dans la commune le corps d'un défunt. Pour cela, il avait assis le défunt à l'avant, à côté de lui, la tête appuyée sur la portière. À la frontière, en désignant au douanier son passager, dont il avait la carte d'identité, il déclara : « Il dort. » Et comme Jean Truffy portait la soutane, cela passa.
Jean Truffy avait une bonne, maîtresse-femme qui vous accueillait volontiers en vous servant un petit verre de vin blanc et ne manquait pas de s'en servir un au passage. Cette femme avait deux enfants dont on ne connaissait pas le (ou les) père(s). Lorsque ces deux jeunes filles furent mariées, l'abbé Jean Truffy déclara en chaire : « Maintenant que mes enfants sont mariés, je peux partir tranquille. »

### «Le curé des Glières»
La citation à l'« Ordre de la Division » de Jean Truffy (15 novembre 1946), sergent de A.S (Armée secrète) en 1942, est :

« Curé du Petit-Bornand, a été l'âme de la Résistance dans la commune.
Dès 1942, a dissimulé et hébergé chez lui, pendant de longues périodes, des prescrits de toute opinion.
A assuré la pleine mesure de ses sentiments ardemment et courageusement patriotiques, lors des opérations du maintien de l'ordre en Haute-Savoie, servant de guide aux Chefs de la Résistance camouflant maquisards, armes et matériel à son domicile.
N'a pas hésité, en maintes circonstances, à se compromettre gravement en faveur des Patriotes arrêtés, réussissant à en faire libérer plusieurs »

— Pour attribution de la Croix avec étoile d'argent - Le Général de Corps d'armée De Hesdin, gouverneur militaire de Lyon.
Le « Curé Truffy » minimisa toujours son action, insistant plutôt sur le devoir de son ministère, passant son implication sous silence. Il rencontra à plusieurs reprises l'intendant de police d'Annecy, le colonel Georges Lelong, afin de négocier la libération des jeunes réfractaires au STO du Petit-Bornand.
Lorsqu'il fut question de la création des S.O.L (Service d'ordre légionnaire), Jean Truffy et François Pinget, l'instituteur, s'entendirent pour déconseiller aux jeunes d'en faire partie,.
Le 12 mars 1944 au soir, il accueille le père et la mère de Tom Morel (mort le 10). Le 13, il les guide vers le plateau, assiste à la sépulture qu'il a organisée et qui sera officiée par l'abbé Benoit de Marignier dans le chalet de « l'infirmerie » devant une délégation de toutes les sections,.
Le jeudi 30 mars 1944, la Gestapo l’arrête vers 15 h à la cure où il est assigné à résidence. Il est enfermé et interrogé à la prison Saint-François d'Annecy, puis le 17 avril il est dirigé sur Compiègne et le 3 juin sur Neuengamme, puis Wantestat et enfin Dachau. Il fut puni plus sévèrement que d'autres alors qu'il ne prit jamais les armes,. 
De sa cure, aux lisières du plateau des Glières, il suivit les événements qui s'y déroulaient. Il a pu en connaître la Genèse mais pas en connaître les « Résonnances ».

### Le Retour
Mai 1945 voit le retour de l'abbé Truffy dans sa paroisse. Son extrême discrétion sur ses conditions de détentions n'ont d'égal que sa discrétion sur son action à Glière. Fort diminué physiquement il poursuit sa mission, refusant toute proposition vers une cure plus modeste.
Le « curé des Glières » participe à toutes les cérémonies officielles de l’après-guerre. Outre sa promotion en tant que Capitaine-Aumônier du secteur des Glières, il fut : Croix de Guerre 39-45, Médaillé de la Résistance et fait Chevalier de la Légion d'Honneur le 8 septembre 1957 par le général Jean Vallette d'Osia au Petit-Bornand, les Honneurs lui seront rendus par un détachement du 27e BCA sur sa demande.

### Un livre polémique
Dans son livre Mémoires du curé du maquis de Glières (1950), il se refuse à décrire les « événements de Glière », laissant aux historiens le soin de le faire. Il juge que la description de sa « simple » collaboration au maquis suffit, hors de toute gloire.
Ce livre dénonce également l’agissement de « certains individus » que le chanoine Jean-Marie Desgranges décrit dans son livre « Les crimes masqués du résistantialisme ».
Cet ouvrage reproduit en outre, en traduction et copies conformes, les télégrammes allemands du 11 février 1944 à 22 h 25 au 21 avril 1944 à 22 h 40 concernant Glières et ses événements.
Michel Germain écrit à propos de ce livre : « Le curé était au cœur des événements, et comme il avait fait profession de résister, il les vit de l'intérieur. […] Ce livre est un excellent témoignage d'un homme engagé. »
La réédition de 1979, initiée par son frère Georges Truffy et dont le général de Gaulle, dès 1959, souhaitait la réédition, provoqua un procès en diffamation. L'éditrice fut relaxée et la plainte classée sans suite le 11 janvier 1980.

### Décorations
- Chevalier de la Légion d'honneur (26 juillet 1957)
- Croix de guerre 1939–1945
- Médaille de la Résistance française par décret du 3 août 1946[16]
- Croix du combattant volontaire de la guerre de 1939–1945
- Croix du combattant volontaire de la Résistance
- Médaille commémorative française de la guerre 1939–1945
- Médaille de la déportation pour faits de Résistance